# یوس داردن
یوس داردن (هلندی: Jos Daerden؛ زادهٔ ۲۶ نوامبر ۱۹۵۴) بازیکن سابق و مربی فوتبال اهل بلژیک است.
از باشگاه‌هایی که در آن بازی کرده‌است می‌توان به باشگاه فوتبال استاندارد لیژ و باشگاه فوتبال رودا جی‌سی کرکراد اشاره کرد.
وی همچنین در تیم ملی فوتبال بلژیک بازی کرده‌است.